# Konrád János (vízilabdázó, 1941)
Konrád János (Budapest, 1941. augusztus 27. – Solymár, 2014. november 26.) olimpiai bajnok magyar vízilabdázó, edző, sportvezető, állatorvos. Konrád Ferenc olimpiai bajnok és Konrád Sándor Európa-bajnok vízilabdázó testvére, valamint Konrád János válogatott vízilabdázó édesapja. A sportsajtóban Konrád II. János néven ismert.

## Sportolói pályafutása
1956-tól a Budapesti Lokomotív, illetve a BVSC (Budapesti Vasutas Sport Club), 1964-től a Budapesti Honvéd, 1970-től a Vasas Izzó, majd 1976-tól az OSC (Orvosegyetemi Sport Club) sportolója volt. Úszásban és vízilabdázásban is versenyzett. 1959-től 1973-ig 123 alkalommal szerepelt a magyar vízilabda-válogatottban. Három olimpián vett részt, 1964-ben Tokióban tagja volt az olimpiai bajnoki címet nyert magyar vízilabdacsapatnak. Az 1960. évi olimpián 100 méteres hátúszásban is versenyzett. Az aktív sportolástól 1976-ban vonult vissza. 2014-ben hunyt el.

### Sporteredményei
- olimpiai bajnok (1964)
- kétszeres olimpiai 3. helyezett (1960, 1968)
- Európa-bajnok (1962)
- kétszeres Universiade-győztes (1963, 1965)
- Universiade 2. helyezett (1959)
- Universiade 3. helyezett (1961)

## Edzői és sportvezetői pályafutása
1967-ben Budapesten állatorvosi oklevelet, 1974-ben a Testnevelési Főiskolán vízilabdaedzői oklevelet szerzett, majd 1989-ben mesteredző lett. Visszavonulása után az OSC vízilabdacsapatának edzője lett. 1978-ban csapatával megnyerte a Bajnokcsapatok Európa Kupáját és a Szuper Kupát is. 1981-től a kuvaiti válogatott szövetségi kapitánya volt. 1985-ben hazatért, és a magyar női vízilabda-válogatott szövetségi kapitánya lett. Irányítása alatt a magyar csapat egy világbajnoki bronzérmet és három Európa-bajnoki ezüstérmet nyert. 1990-től 1992-ig a magyar férfi vízilabda-válogatott szövetségi kapitánya volt, vezetése alatt a magyar csapat világbajnoki harmadik helyezést ért el.
A Magyar Olimpiai Bizottság (MOB) tagja. 2000-től a MOB gazdasági bizottságában tevékenykedett, 2004-ben a szervezet elnökségi tagjává választották (újraválasztva: 2009).

## Díjai, elismerései
- A Magyar Népköztársaság Kiváló Sportolója (1962)[3]
- Mesteredző (1989)
- Budapest VII. kerületének díszpolgára
- Csík Ferenc-díj (2013)